# Phil DeGreg

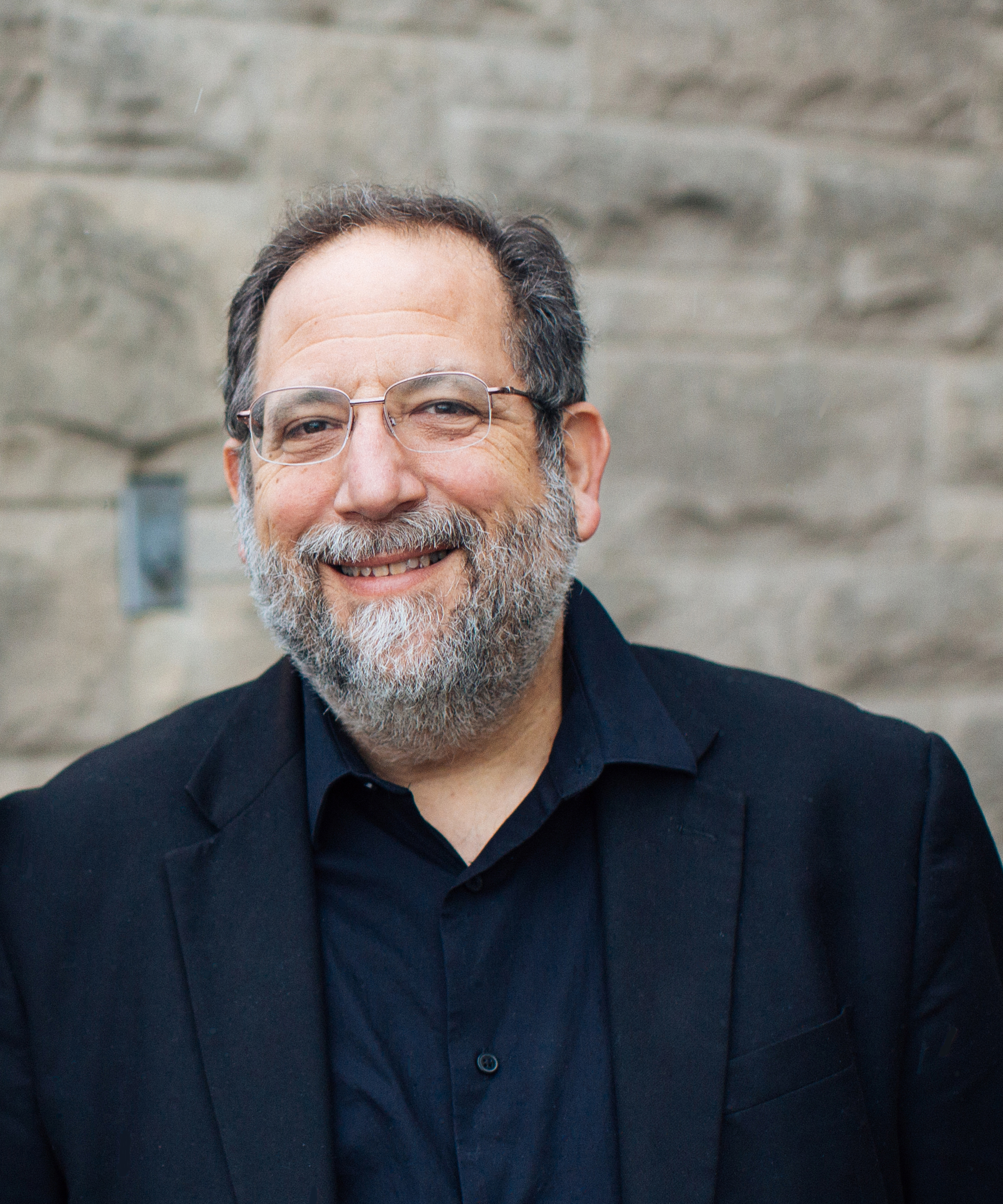
Phil DeGreg

Phil DeGreg (* um 1960) ist ein US-amerikanischer Jazzpianist und Hochschullehrer.

## Leben und Wirken
Phil DeGreg studierte nach der Graduierung an der St. Xavier High School in Cincinnati 1972 Psychologie an der Yale University in New Haven. Daneben spielte er in einem Folkrock-Duo in Coffeeshops im Raum New Haven. Durch die Musik von Bill Evans fand er zum Jazz und gehörte in Yale der Studenten-Jazzband an. Er zog schließlich nach Kansas City, kam mit der dortigen Jazzszene in Kontakt und studierte 1979 bis 1982 im Programm der Jamey Aebersold Jazz Workshops, die an der North Texas State University stattfanden. Er gehörte auch der One O’Clock Lab Band an, mit der erste Aufnahmen entstanden; 1983 wurde er für kurze Zeit Mitglied der Woody Herman Bigband. Aus familiären Gründen – seine Tochter kam gerade zur Welt – kehrte er nach Cincinnati zurück.
Im Jahr 1987 wurde er Dozent am Fachbereich für Jazz-Studien am Musikkonservatorium der University of Cincinnati (CCM) und schrieb ein Lehrbuch (Jazz Keyboard Harmony). Neben seiner Dozententätigkeit legte DeGreg seit Ende der 1990er Jahre eine Reihe von Alben unter eigenem Namen vor, an denen Musiker wie Joe LaBarbera, Tim Ries, Don Braden, Drew Gress und Randy Johnston mitwirkten. Außerdem spielte er bei Aufnahmen von J. J. Johnson (Live in Concert, 2007) mit. Seit 1991 ist DeGreg Professor für Jazz-Studien an der University of Cincinnati.

## Diskographische Hinweise
- The Green Gate (1999)
- Whirl Away (2000)
- Table For Three (2003)
- Brasilia (2004)
- Trio Con Brio (2005)
- Hymnprovisation (2007)
- Down the Middle (2007) mit Joe LaBarbera, Tom Warrington
- Amazonias (2010)
- Melodious Monk (2011) mit Kim Pensyl